# Lago Curcio
El lago Curcio (curtilacus según Sexto Pompeyo Festo; en latín, lacus Curtius) es un espacio sagrado aproximadamente en la mitad del viejo Foro Romano. Hoy es de pequeño tamaño, está rellenado y tiene por encima pavimento con piedra antigua. Está rodeado por un enrejado de cerca, donde se encuentra un brocal de pozo redondeado llamado «puteal» y varios altares. Un relieve en mármol que data probablemente de la época de César fue descubierto cerca de 1553, y representa el héroe Curcio lanzándose al abismo. Históricamente, es cerca del lago Curcio donde Galba fue asesinado en el año 69 por los soldados de su guardia.
Los antiguos romanos creían que era una sima infinita. No se conoce de forma precisa cuál fue su significado en la temprana historia romana e igualmente lo fue hasta el último periodo de la República. En cualquier caso, el nombre del lago parece estar relacionado con la Gens Curtia, importante y antigua familia romana de origen sabino.
De cualquier forma, el lugar recibía cierta veneración en la Roma antigua, y posee una leyenda, transmitida por diversos autores, con especial importancia de Tito Livio y de Varrón, sobre todo del primero. La leyenda cuenta que Roma se enfrentaba a un peligro cuando un oráculo afirmó que podía superarse sólo cuando la ciudad lanzara aquello de más valor. Un joven, M. Curcio (miembro de la Gens Curtia), entendió que lo más valioso en Roma era la fuerza de la juventud, así que se entregó al abismo, montado a caballo y totalmente armado. La tierra se cerró sobre él y Roma se salvó.
Tito Livio ofrece una versión alternativa. Dice que el lago Curcio habría recibido su nombre de Metio Curcio, un jinete sabino que cabalgó hacia él, o se cayó dentro, mientras estaba luchando contra Rómulo, durante la guerra derivada del rapto de las sabinas. El lago sería un pantano en que habría quedado arrinconado el rey sabino Metio Curcio, quien se habría caído allí con su caballo y saldría con dificultad.
Una tercera versión la da Varrón, en su estudio sobre el origen de los nombres de lugares romanos. Menciona la existencia de tradiciones romanas múltiples, la caída de Metio Curcio y otras dos versiones. Según una, el abismo se habría abierto, y los oráculos habrían dicho que los dioses querían sacrificar allí a un ciudadano. Marco Curcio se habría lanzado a caballo y armado, ofreciendo así un sacrificio de lo que Roma apreciaba más, su ejército juvenil. La última versión evocada por Varrón no apela a lo sobrenatural: en ese lugar habría caído un rayo, imprimiendo la marca de Júpiter, por lo que el Senado ordenó al cónsul del 445 a. C. Cayo Curcio que cerrara este lugar, que se había convertido en sagrado.
La versión heroica que consagraba a Marco Curcio que Livio databa en el 362 a. C. fue asumida en gran parte por los autores latinos.

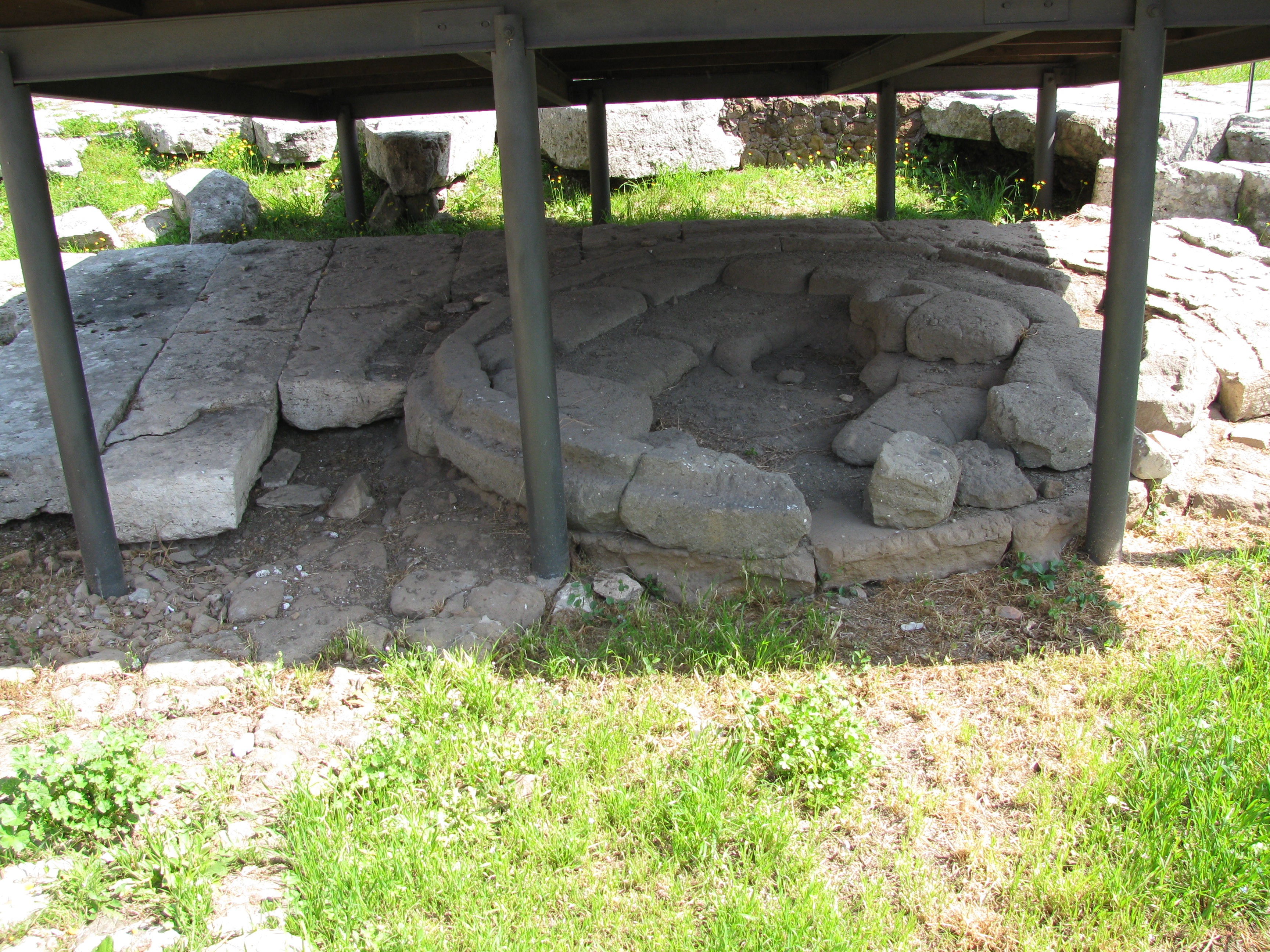
Emplazamiento conmemorativo del lago Curcio en el Foro Romano
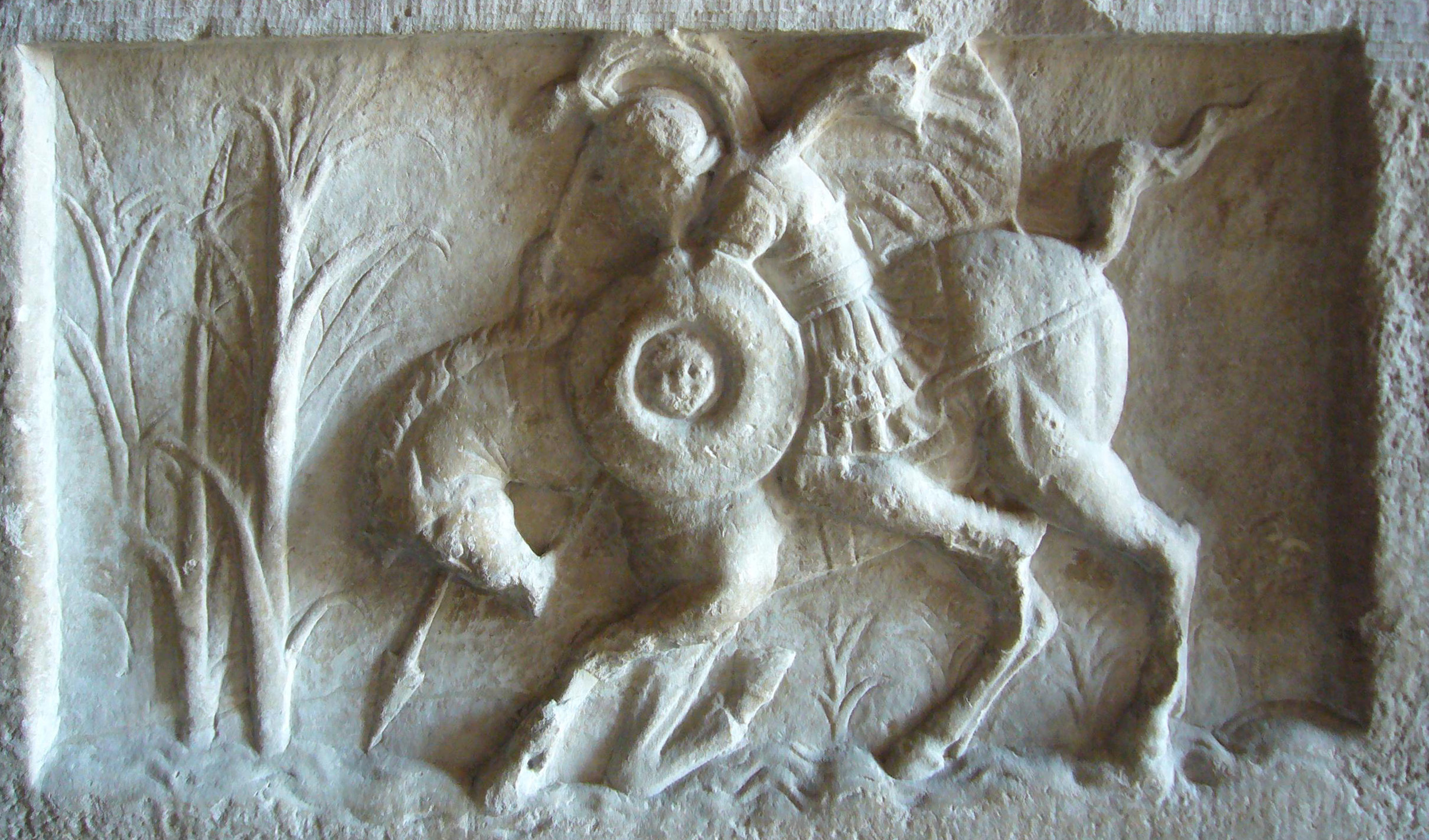
Estela encontrada en el Foro Romano, en las proximidades del lago Curcio